# Шанель Престон
Шанель Престон (англ. Chanel Preston, настоящее имя Рэйчел Энн Тейлор (англ. Rachel Ann Taylor; род. 1 декабря 1985 года) — американская порноактриса. В порноиндустрию пришла в 2010 году в возрасте 24 лет.

## Биография
Престон родилась на Аляске, где и провела детство. Она имеет английское, немецкое и испанское происхождение. С ранних лет любила выступать перед публикой, участвовала в театральных постановках, играла на пианино. Также увлекалась танцами, рисованием и игрой на трубе. До прихода в порноиндустрию она работала стриптизёршей на Гавайях. Позже начала путешествовать по США. Путешествуя, встретила порноактёра, который предложил ей сняться в фильме для взрослых.
В январе 2010 года снялась в первой порносцене вместе с Ником Меннингом для компании Vivid Entertainment. За свои дебютные работы была удостоена многих премий, включая F.A.M.E, XRCO и AVN Awards.
В сентябре 2012 года, Престон снялась в музыкальном клипе Раса Ирвина «Get Me Home».
Кроме того, в январе 2014 года, она появилась в журнале Cosmopolitan вместе с Даной Деармонд, Асой Акирой и Джесси Эндрюс в статье под названием «4 порнозвезды о том, как они остаются в форме».
В марте 2014 года Престон запустила веб-сериал на основе серии сексуального воспитания под названием Naked With Chanel. Журнал Cosmopolitan опубликовал дебютную серию под названием «как наше общество и воспитание влияет на наши представления о сексе». Чтобы профинансировать серию, Престон использовала сайт сбора средств IndieGogo. Её кампания 2013 года собрала достаточно средств, чтобы снять несколько эпизодов.
В 2015 году снялась в клипе «Bust» рэпера Waka Flocka Flame.
На 2020 год снялась в 1019 порнофильмах и срежиссировала 4 порноленты.

## Премии и номинации
| Год  | Церемония                   | Категория                                    | Работа | Результат |
| ---- | --------------------------- | -------------------------------------------- | --- | --------- |
| 2010 | NightMoves Award            | Лучшая новая старлетка (выбор редакции)      | | Победа    |
| 2010 | CAVR Award                  | Старлетка года                               | | Победа    |
| 2010 | XCritic Award               | Лучшая новая старлетка                       | | Победа    |
| 2011 | NightMoves Award            | Исполнительница года (выбор редакции)        | | Победа    |
| 2011 | AVN Award                   | Лучшая новая старлетка                       | | Номинация |
| 2011 | AVN Award                   | Лучшая парная сцена                          | Fashion Fucks                                                                                             | Номинация |
| 2011 | AVN Award                   | Лучшая сцена группового секса                | Speed | Номинация |
| 2011 | AVN Award                   | Самая скандальная сцена секса                | This Ain’t Avatar XXX                                                                                     | Номинация |
| 2011 | XBIZ Award                  | Новая старлетка года                         | | Победа    |
| 2011 | XRCO Award                  | Новая старлетка года                         | | Победа    |
| 2012 | NightMoves Award            | Лучшее тело (по выбору редакции)             | | Победа    |
| 2012 | AVN Award                   | Лучшая сцена триолизма (ЖЖМ)                 | Taxi Driver: A XXX Parody (с Том Байрон и Аврора Сноу).                                                   | Номинация |
| 2012 | AVN Award                   | Лучшая сцена орального секса                 | Justice League of Porn Star Heroes                                                                        | Номинация |
| 2012 | AVN Award                   | Лучшая актриса второго плана                 | Rezervoir Doggs                                                                                           | Номинация |
| 2012 | AVN Award                   | Лучшая сцена с двойным проникновением        | Breast in Class 2: Counterfeit Racks                                                                      | Номинация |
| 2012 | AVN Award                   | Лучшая сцена от первого лица                 | POV Junkie 4                                                                                              | Номинация |
| 2012 | AVN Award                   | Лучшая исполнительница года                  | | Номинация |
| 2012 | AVN Award                   | Лучшее лесбийское порно                      | Girlfriends 3 (с Мэделин Мэри, Бруклин Ли и Алексис Техас)                                                | Номинация |
| 2012 | XBIZ Award                  | Исполнительница года                         | | Номинация |
| 2012 | XRCO Award                  | Лучшая исполнительница года                  | | Номинация |
| 2012 | XRCO Award                  | Оргазмический оралист                        | | Номинация |
| 2013 | NightMoves Award            | Исполнительница года (выбор фанатов)         | | Победа    |
| 2013 | AVN Award                   | Лучшая исполнительница года                  | | Номинация |
| 2013 | AVN Award                   | Лучшая актриса                               | Romeo and Juliet                                                                                          | Номинация |
| 2013 | AVN Award                   | Лучшая актриса второго плана                 | The Valley                                                                                                | Номинация |
| 2013 | AVN Award                   | Лучшая сцена анального секса                 | Nacho Vidal: The Sexual Messiah 2                                                                         | Номинация |
| 2013 | AVN Award                   | Лучшая сексуальная сцена (МЖ)                | The Valley                                                                                                | Номинация |
| 2013 | AVN Award                   | Лучшее лесбийское порно - сцена              | Training Day: A XXX Parody (с Наоми Банкс и Юризан Белтран)                                               | Номинация |
| 2013 | XBIZ Award                  | Лучшая сцена (гонзо/не-полнометражный релиз) | Nacho Invades America 2                                                                                   | Победа    |
| 2013 | XRCO Award                  | Лучшая исполнительница года                  | | Номинация |
| 2013 | XRCO Award                  | Супершлюха                                   | | Номинация |
| 2013 | XRCO Award                  | Специалист по анализу оргазма                | | Номинация |
| 2013 | Sex Award                   | Самая горячая сексуальная сцена              | Evil Anal 16 (с Феникс Мари и Мануэлем Феррарой)                                                          | Победа    |
| 2014 | AVN Award                   | Самая скандальная сцена секса                | Get My Belt (вместе с Райан Мэдисон)                                                                      | Победа    |
| 2014 | AVN Award                   | Лучшая актриса второго плана                 | Laverne & Shirley XXX: A DreamZone Parody                                                                 | Номинация |
| 2014 | AVN Award                   | Лучшая сцена стриптиза                       | Anal Plungers 2                                                                                           | Номинация |
| 2014 | AVN Award                   | Лучшая исполнительница года                  | | Номинация |
| 2014 | AVN Award                   | Лучшая сцена анального секса                 | Mandingo Massacre 8                                                                                       | Номинация |
| 2014 | XRCO Award                  | Лучшая исполнительница года                  | | Номинация |
| 2014 | XRCO Award                  | Специалист по анализу оргазма                | | Номинация |
| 2015 | AVN Award                   | Лучшая исполнительница года                  | | Номинация |
| 2015 | AVN Award                   | Лучшая сцена группового секса                | Orgy Masters 4 (с Алектра Блу, Далия Скай, Роми Рэйн, Саммер Бриэль, Мик Блу, Эрик Эверхард, Рамон Номар) | Номинация |
| 2015 | AVN Award                   | Лучшая актриса второго плана                 | Cape Fear XXX                                                                                             | Номинация |
| 2015 | Free Speech Coalition Award | Исполнитель года                             | | Победа    |
| 2018 | AVN Award                   | Лучшая актриса второго плана                 | The Obsession                                                                                             | Номинация |
| 2018 | AVN Award                   | Лучшая сексуальная сцена (МЖ)                | The Altar of Aphrodite                                                                                    | Номинация |